# Кузнецов Михайло Васильович
Миха́йло Васи́льович Кузнецо́в (рос. Михаил Васильевич Кузнецов; 7 листопада 1913 — 15 грудня 1989) — радянський військовий льотчик-винищувач, учасник Другої світової війни, генерал-майор авіації (1959). Двічі Герой Радянського Союзу (1943, 1945).

## Біографія
Народився 7 листопада 1913 року в селі Агаріно Каширського повіту Тульської губернії Російської імперії (нині — Серпуховський район Московської області Росії). Росіянин.
З 1921 мешкав у Москві. У 1930 закінчив 7 класів, працював електромонтером на шкірзаводі. У 1932–1933 роках — на комсомольській роботі: заступник голови бюро юних піонерів Кіровського району Москви, секретар комітету комсомолу ФЗУ та заводу ім. С. Орджонікідзе.
У Червоній армії з липня 1933 року. У 1934 році закінчив Єйську військову авіаційну школу морських льотчиків. Проходив військову службу у стройових частинах ВПС Білоруського ВО.
У вересні 1939 ад'ютант командира ескадрильї 15-го винищувального авіаційного полку Михайло Кузнецов брав участь у приєднанні Західної Білорусі до СРСР.
Учасник радянсько-фінської війни у лютому-березні 1940 року як помічник командира ескадрильї того ж полку. Здійснив кілька бойових вильотів на винищувачеві І-153. По закінченні бойових дій проходив службу у частинах ВПС Прибалтійського ОВО. У 1941 році пройшов курси удосконалення командирів авіаескадрилей у Липецьку.
Учасник німецько-радянської війни з червня 1941: до грудня 1941 — командир ескадрильї і штурман 15-го винищувального авіаполку Північно-Західного фронту. У березні-травні 1942 року — заступник командира 1-го запасного винищувального авіаполку (Арзамас), у травні-червні — командир ескадрильї 14-го запасного винищувального авіаполку (Рибінськ).
З липня 1942 й до кінця війни — командир 814-го (з серпня 1943 — 106-го гвардійського) винищувального авіаційного полку. Воював на Калінінському, Західному, Південно-Західному, 3-му і 1-му Українських фронтах. Брав участь у проведенні Ворошиловградської, Курської, Ізюм-Барвінківської, Запорізькій, Дніпропетровській, Львівсько-Сандомирській, Сандомирсько-Сілезькій, Берлінській і Празькій операціях.
Всього за роки війни здійснив 344 бойових вильоти на винищувачах І-153, МіГ-3, Як-1, Як-3, Як-7, Як-9, Харрікейн. У 73 повітряних боях збив особисто 19 та у складі групи — 8 літаків супротивника.
По закінченні війни до березня 1946 року був заступником командира винищувальної авіаційної дивізії в Центральній групі військ (Австрія).
У 1951 році закінчив Військово-повітряну академію. З 1951 по 1955 роки — начальник Чернігівського військового аіаційного училища льотчиків. У 1955–1959 роках — начальник 10-го військового авіаційного училища початкового навчання льотчиків (Кременчук).
З 1959 по 1961 роки — заступник командувача по тилу 69-ї повітряної армії (Київ). З 1961 по 1969 роки — заступник командувача по тилу 37-ї повітряної армії (Північна група військ). У 1969–1974 роках — заступник командувача ВПС Московського ВО по тилу.
У лютому 1974 року генерал-майор авіації М. В. Кузнецов вийшов у запас. Працював старшим інженером, начальником сектора, провідним інженером у Науково-експериментальному центрі автоматизації управління повітряним рухом Міністерства цивільної авіації СРСР.
Мешкав у Москві, де й помер 15 грудня 1989 року. Похований на Троєкурівському цвинтарі.

## Нагороди
Указом Президії Верховної Ради СРСР від 8 серпня 1943 року за мужність і героїзм, виявлені в боях, майорові Кузнецову Михайлу Васильовичу присвоєне звання Героя Радянського Союзу з врученням ордена Леніна і медалі «Золота Зірка» (№ 1714).
Указом Президії Верховної ради СРСР від 27 червня 1945 року за зразкове виконання бойових завдань командування на фронті боротьби з німецькими загарбниками та виявлені при цьому відвагу і героїзм, гвардії полковник Кузнецов Михайло Васильович нагороджений другою медаллю «Золота Зірка» (№ 82/II).
Також нагороджений чотирма орденами Червоного Прапора (26.02.1942, 28.02.1943, 24.04.1945, 03.11.1953), орденами Трудового Червоного Прапора (22.02.1968), Богдана Хмельницького 2-го ступеня (23.09.1944), Вітчизняної війни 1-го ступеня (11.03.1985), двома орденами Червоної Зірки (03.12.1941, 20.06.1949) і медалями.

## Пам'ять
У місті Пущино Московської області встановлено бронзове погруддя М. В. Кузнецова й названо вулицю.